# John Bennet
John Bennet (1575 circa – dopo 1614) è stato un compositore inglese della Scuola madrigalistica inglese.

## Biografia
Nulla si conosce della sua vita se non quel poco che è stato possibile ricavare dalle sue opere pervenute fino a noi. Fra i suoi madrigali si ricordano All creatures now e Weep, O Mine Eyes. L'ultimo dei quali è un omaggio a John Dowland e nel quale viene utilizzato un tema del più noto pezzo di Dowland, Flow my Tears. Lo stesso tema venne utilizzato nella pavane dal titolo Lachrymae Antiquae. Uno dei suoi pezzi figura nella collezione di madrigali The Triumphs of Oriana pubblicata a Londra nel 1601.